# Pheidole microgyna
Pheidole microgyna é uma espécie de insecto da família Formicidae.
É endémica da Guiana.